# Архангел Михаил (Алба Юлия)
„Свети Архангел Михаил“ е римокатолическа катедрала, разположена във вътрешността на крепостта Алба Юлия, най-ценният паметник на романската и готическата архитектура в Трансилвания, Румъния. Катедралата е най-старата и най-дългата в страната. 

## Стара църква
Строежът на катедралата започва през XI век, вероятно около 1004 година, с основаването на Трансилванската епископия от унгарския крал Стефан I Унгарски. През април 2011 година при изкопни работи в средновековната крепост в Алба Юлия, започнати и организирани от общината, са открити останки от по-стара църква, датирана стратиграфски в средата на X век или около 950 година. Храмът е с дължина 20,7 m по оста изток – запад, и ширина 12 m по оста север – юг със средна дебелина на стените 1,2 m. Корабът на църквата е квадрат със страна от 12 m, а в централната ѝ част са разкрити основите на четири стълба, които са поддържали купола ѝ. Църквата е имала максимален живот от 100 години и е била в руини около 1050 година. Откритието ѝ е класифицирано като „археологически паметник от решаващо значение за историята на Румъния, потвърждаващ румънската и православна приемственост в Трансилвания, както и ранното съществуване на някои организирани форми на национален и църковен живот в тази област на Румъния“. Най-старата църква в Трансилвания е обявена за византийска в Румъния.

## Нова църква
По време на монголското нашествие през 1241 г. църквата е частично разрушена, а предходно в средата на XII век са построени напречните кораби на катедралата. Днешната катедрала е издигната между 1246 и 1291 г. в романски стил с елементи на готическо влияние. Сградата е служила като катедрала на епископството на Трансилвания, а след присъединяването на Трансилвания към Румъния по силата на международно споразумение между Румъния и Светия престол е отредена за катедрала на римокатолическата архиепископия на Алба Юлия.